# خان طومان (مبنى)
خان طومان هو خان تاريخي يعود إلى عصر القرن 12، ويقع في خان طومان.